# Saprize
Saprize ist eine Hip-Hop-Crossover-Band aus Bremen, die 1993 gegründet wurde.

## Geschichte
Saprize entstand 1993 bei einem Spontanauftritt in der Schlachthof-Kesselhalle in Bremen und wurden sofort nach diesem ersten Konzert vom Musikverlag O-Ton und dem Label Cage49 unter Vertrag genommen. Eine Woche später folgte die erste Langspielplatte Alwaysacutahead, 1994 dann das im Eastcote Studio London produzierte Album No!, das bei Our Choice / Rough Trade Deutschland erschien. Ebenfalls bei Our Choice erschien 1996 die dritte CD der Band, 28203, die im Institut für Wohlklangforschung entstanden war.
Saprize spielte etwa 300 Auftritte im deutschsprachigen Raum und in England; unter anderem mit Grandmaster Flash, Chumbawamba, Consolidated, Boo Yah T.R.I.B.E, Gunshot, Dub War, Such a Surge, Poets of Peeze, Attila the Stockbroker, Blaggers ITA, Beginner und F.A.B. Die Band löste sich 1997 auf.
Gregor Hennig veröffentlichte mit Czech zwei Alben und ist nun als Musikproduzent im Studio Nord Bremen tätig. Ben Rodenberg betreibt die Booking-Agentur Gastspielreisen Rodenberg. Nach der Trennung von Saprize nahmen Gregor und Ben noch unter dem Namen Ben & Greque das Album Clouts auf.
Die physischen Tonträger der Band sind nicht mehr erhältlich. Es gibt eine Online-Wiederveröffentlichung des gesamten Repertoires auf dem Fuego-Label, das nur online verfügbar ist.
2008 erschien Elements of Saprize – The Best Album bei RB Records in Japan. Auf Einladung der Plattenfirma spielte Saprize am 25. Februar 2012 die erste Show nach 15 Jahren im Lush in Tokyo.
Im Sommer 2013 trat die Gruppe nach 15 Jahren im Rahmen der Breminale wieder in ihrer Heimatstadt Bremen auf und spielte auf der Flutbühne – Kogge Pop Summer Camp. Am zweiten Weihnachtstag des Jahres folgte zusammen mit Ferris MC und DJ Stylewarz ein Auftritt im Kulturzentrum Schlachthof.

## Diskografie

### Alben
- 1993: Alwaysacutahead (LP/CD, Cage49 / Semaphore)
- 1994: No! (LP/CD, Our Choice / Rough Trade Distribution)
- 1995: Saprize (LP/CD, Cherrydisc Record Company)
- 1996: 28203 (LP/CD, Our Choice / Rough Trade Distribution)
- 2008: Element of Saprize – The Best Album (CD, RB Records / nur Japan)

### Kompilation
- 2005: Saprize – Drunken Masters (Download, Fuego)

### Single
- 1996: Our Time Will Come (12", Our Choice / Rough Trade Distribution)

### Kollaborationen
- Credit to the Nation (Lied Paty Dik auf No!, Gast-Rap)
- MC Rene (Lied Phone Sax auf No!, Gast-Rap)
- Sandra Nasić (mehrere Lieder auf 28203, Gast-Vocals)
- Killa Instinct, Chris Tucker (teilw. Songwriting auf 28203)

## Videoclips
- 1993: Peace to My Way
- 1994: I Tell U
- 1996: Our Time Will Come